# Chevron Reef
Chevron Reef, conosciuto anche come Pratte's Reef, è una barriera artificiale costruita nel 2000 nella baia di Santa Monica, al largo della spiaggia di Dockweiler, nell'area di Los Angeles. È il primo spot artificiale per la pratica del surf costruito negli Stati Uniti, il secondo nel mondo. La barriera permette alle correnti marine di formare delle onde adatte per il surf.

## Posizione
La barriera è situata a nord del molo di El Segundo, circa 200 metri dall'impianto di trattamento delle acque reflue, il luogo è conosciuto dai locali come "The Shitpipe". La barriera giace a 4 metri e mezzo sotto il livello del mare.

## Storia
Nel 1984 la commissione californiana per la costa ha proposto e approvato la costruzione di un molo di 270 metri per proteggere il porto e le condutture sotterranee facenti parte delle strutture della Chevron Corporation. Una fondazione per il surf combatté contro il progetto per salvaguardare il posto, che offriva ai surfisti una meta ideale, e che a causa del progetto poteva modificarsi in maniera sostanziale per il cambio di correnti che la costruzione del molo avrebbe provocato. Si giunse ad un accordo, che nel caso il moto ondoso si fosse attenuato notevolmente a causa del progetto, la Chevron avrebbe versato 300.000 dollari per la costruzione di una barriera sottomarina che potesse creare delle onde surfabili nelle vicinanze.
Le ricerche sugli effetti vennero completate nel 1994, mostrando come ci fosse stato un'attenuazione molto forte del moto ondoso, e nel 1999 la Chevron pagò finalmente i 300.000 dollari concordati. La barriera venne completata alla fine del 2000, ma poiché gli effetti sulle onde non erano quelli sperati, ci vollero altri 200.000 dollari per ampliarla nell'inverno del 2001.